# Бузулуки
Бузулу́ки — село в Україні, у Затишнянській сільській громаді Кам'янського району Дніпропетровської області.
Населення — 25 мешканців.

## Географія
Село Бузулуки розташоване на лівому березі річки Базавлук, вище за течією на відстані 3 км розташоване село Гуляйполе, нижче за течією на відстані 3 км розташоване село Володимирівка (Криворізький район), на протилежному березі - село Березине. По селу протікає пересихаючий струмок з загатою.

## Історія
Єврейська землеробська колонія «Селище 102/1» була включена в межі села Бузулуки. 

## Населення

### Мова
Розподіл населення за рідною мовою за даними перепису 2001 року:
| Мова       | Відсоток |
| ---------- | -------- |
| українська | 92 %     |
| російська  | 8 %      |